# Марк Валерій Мессала Мессалін
Марк Валерій Мессала Мессалін (лат. Marcus Valerius Messalla Messallinus; 36 рік до н. е. — після 21 року н. е.) — політичний та військовий діяч ранньої Римської імперії, консул 3 року до н. е.

## Життєпис
Походив з патриціанського роду Валеріїв. Син Марка Валерія Корвіна Мессали, консула 31 року до н. е., та Кальпурнії, доньки Марка Кальпурнія Бібула, консула 59 року до н. е.
У 21 році до н. е. Мессалін увійшов до колегії квіндецемвірів священнодійств. У 3 році до н. е. обрано консулом разом з Луцієм Корнелієм Лентом. У 6 році н. е. призначено легатом Іліріка. Водночас з Тиберієм виступив зі своєї провінції для боротьби з Марободом, але змушений був повернутися, коли в його провінції почалося повстання. Мессалін з неповним легіоном був оточений і поніс втрати у відкритому бою з ілірійцями на чолі із їхнім вождем Батоном. Втім незабаром за допомогою засідки Мессала здобув перемогу й змусив ворогів до втечі. За цю звитягу Марк Валерій отримав тріумф.
У 11 році Овідій адресував Мессаліну два віршованих послання з проханнями сприяти його поверненню з вигнання, проте той не зміг або не захотів нічого зробити. У 14 році після смерті Октавіана Августа Мессалін вніс у сенаті пропозицію щорічно поновлювати присягу на вірність Тиберію. У 20 році після самогубства Пізона, звинуваченого в образі величі римського народу і вбивстві Германіка, Мессалін запропонував встановити золоту статую у храмі Марса Месника та принести подяку Тиберію, Августі, Антонії, Агріпіні та Друзу, які помстилися за Германіка. При цьому ім'я Клавдія не було згадано, що викликало подив у сенаті. У 21 році Марк Валерій виступив проти пропозиції Цецини Севера заборонити намісникам провінцій брати із собою дружин, в результаті чого цей законопроєкт було відхилено.

## Родина
Дружина — Клавдія Мацелла Молодша
Діти:
- Марк Валерій Мессала Мессалін Барбат, консул 20 року н. е.
- Валерія